# Markus Krojer
Markus Krojer (* 3. Februar 1994 in Mainburg) ist ein deutscher Schauspieler.

## Leben
Schon als 9-Jähriger stand Markus Krojer auf der Laienbühne seiner niederbayerischen Heimatstadt.  
2005 engagierte ihn der Regisseur Marcus H. Rosenmüller als Kinderdarsteller für die Hauptrolle des erfolgreichen Kinofilms Wer früher stirbt ist länger tot, 2008 spielte er in Rosenmüllers Die Perlmutterfarbe erneut die Hauptrolle. Dazwischen trat er im Fernsehfilm Rettet die Weihnachtsgans 2006 neben Christian Tramitz und in Hilfe, meine Schwester kommt! (2008) an der Seite von Michael Fitz und Jule Ronstedt auf. 2010 spielte er eine Hauptrolle neben Martina Gedeck im Film Bastard.
Ab 2014 studierte er Soziologie in München und ab 2017 Film- und Fernsehproduktion an der Filmuniversität Babelsberg Konrad Wolf. Er lebt in Berlin.

## Filmografie als Schauspieler (Auszug)
- 2006: Wer früher stirbt ist länger tot (Regie: Marcus H. Rosenmüller)
- 2006: Rettet die Weihnachtsgans (Regie: Jörg Grünler)
- 2008: Hilfe, meine Schwester kommt! (Regie: Dirk Regel)
- 2009: Die Perlmutterfarbe (Regie: Marcus H. Rosenmüller)
- 2010: Nanga Parbat (Regie: Joseph Vilsmaier)
- 2011: Bastard (Regie: Carsten Unger)
- 2013: Wer hat Angst vorm weißen Mann? (Regie: Wolfgang Murnberger)
- 2015: SOKO Leipzig (Folge: Spielverderber)
- 2015: SOKO 5113 (Folge: Black Monk)
- 2015: München 7 (Folge: Wir sind der Markt)
- 2016: Einmal bitte alles (Regie: Helena Hufnagel)
- 2016: Falsche Siebziger (Regie: Matthias Kiefersauer)
- 2017: Soko 5113, Theo’s Abschied (Regie: Katharina Bischof)
- 2020: Oktoberfest 1900 (Fernsehserie, Regie: Hannu Salonen)
- 2021: Der Boandlkramer und die ewige Liebe (Regie: Joseph Vilsmaier)
- 2021: Marie Brand und der Tote im Trikot (Regie: Alexander Costea)
- 2023: Gute Freunde - Der Aufstieg des FC Bayern
- 2025: Spuren (Miniserie)

## Filmografie als Produzent
- 2018: Surface Dissected (Regie: Yara Khalil)
- 2018: A New Normal - 3D (Regie: Luzie Loose)
- 2019: Nach dem Zorn (Regie: Linus Joos)
- 2022: Nicht die 80er (Regie: Marleen Valien)

## Auszeichnungen
- 2007: Sonderpreis beim New Faces Award für Wer früher stirbt ist länger tot
- 2007: Deutscher Filmpreis „Bester Spielfilm in Silber“ für Wer früher stirbt ist länger tot
- 2007: TZ-Rosenstrauß für die Darstellung des Sebastian in Wer früher stirbt ist länger tot
- 2007: Nominierung Undine Award „Bester männlicher Nachwuchsschauspieler in einem deutschsprachigen Kinofilm“ für Wer früher stirbt ist länger tot
- 2009: Kindermedienpreis Der weiße Elefant als bester Nachwuchsschauspieler für Die Perlmutterfarbe
- 2018: IKF Förderpreis für künstlerische Forschung für A New Normal - 3D
- 2020: Prix du Jury Etudiant 3D at Courant 3D für A New Normal - 3D
- 2021: Deutscher Fernsehpreis „Bester Mehrteiler“ für Oktoberfest 1900[2]
- 2022: "Goldener Reiter" Publikumspreis am Filmfest Dresden für Nicht die 80er[3]
- 2023: Nominierung Jupiter Award Bester Darsteller (TV & Streaming) für Gute Freunde